# 短鎖散在反復配列

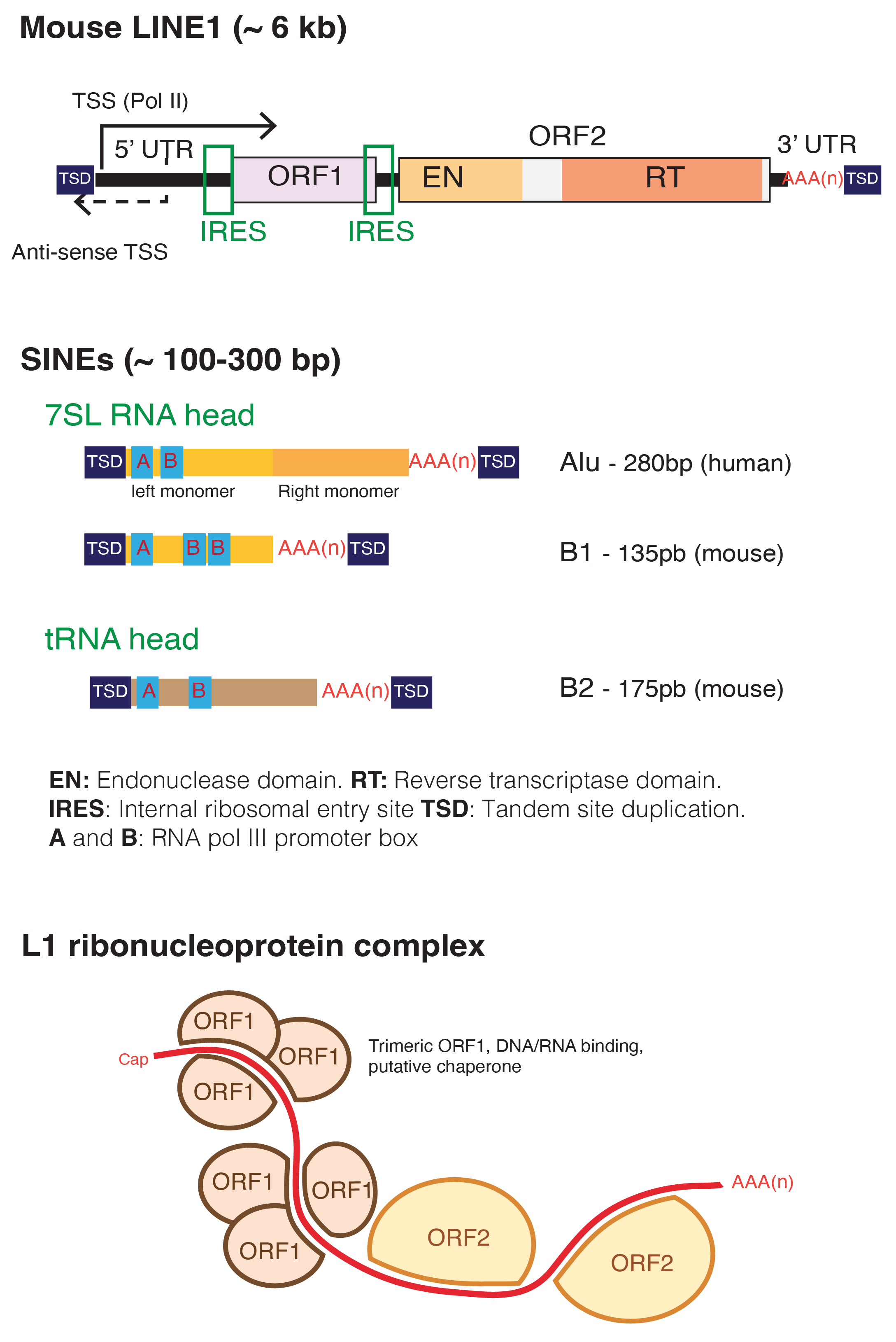
ヒトおよびネズミ科における LINE1 および SINE の構造

短鎖散在反復配列（たんささんざいはんぷくはいれつ、英: Short interspersed nuclear element, SINE）とは、長さ100から700塩基対の、非自律型・ノンコーディング転移因子をいう。レトロトランスポゾンの一種であり、しばしばRNAを媒介として自己増殖する。真核生物のゲノム上に多く見られる。
SINEの内部領域はtRNAに起因し、保存性が高いことからSINEの構造および機能が正の淘汰圧により保存されていることがうかがえる。SINEは脊椎動物・無脊椎動物双方の多くの種に存在するが、系列特異的であるため、種間の分岐進化マーカーとして有用であり、SINE配列中のコピー数多型および突然変異を種間で比較することにより系統学的な研究を行うことができる。また、ヒトその他の真核生物における一連の遺伝子疾患にも関連する。
SINEは本質的には、真核生物の歴史の非常に早い段階で進化した、遺伝的寄生者とみることができ、生物内のタンパク質機構を利用し、他の寄生的遺伝要素との共選択も起こす。これらの要素は、その単純さにゆえに真核生物のゲノム内で（レトロトランスポーズを介して）存在しつづけ、増幅することに大きく成功した。これらの「寄生者」がゲノム中に広がることは、後述のとおり生物にとって非常に有害である場合もある。しかし、真核生物ではSINEはさまざまなシグナル伝達、代謝、および調節経路に統合することに成功し、そのことが遺伝的多様性の大きな源となった。SINE は遺伝子発現の調節およびRNA遺伝子の生成において特に重要な役割を果たすと考えられている。SINEの関わる調節には、クロマチンの再編成やゲノムアーキテクチャの調節なども含まれる。 

## 分類と構造
SINEはLTRを含まないため、非LTRレトロトランスポゾンに分類される。脊椎動物と無脊椎動物に共通なSINEには CORE-SINE, V-SINE, AmnSINEの3つの種類がある。SINEは50-500塩基対からなり、その内部領域はRNAポリメラーゼIIIの内部プロモーターとして作用するAボックスおよびBボックスを持つtRNA由来要素を含む。

### 内部領域
SINE はその様々なモジュール、すなわちその配列上のセクション分けによって特徴づけられる。SINEは、必ずではないが頭部、体部、尾部からなる。頭部はSINEの5’末端にあり、RNAポリメラーゼIIIにより合成されたリボソームRNAや tRNAに由来する。頭部にはそのSINEがどの内在性要素に由来して転写機構を寄生的に利用したかについての情報が含まれる。たとえばAlu配列 は、大量にあるリボヌクレオタンパク質であるSRPのRNA要素であり、RNAポリメラーゼIIIにより転写される7SL RNAに由来する。SINEの体部の起源はあきらかではないが、対応するLINEとの相同性を保っている場合が多く、そのためSINEがLINEによりコーディングされる（特定のモチーフを認識する）エンドヌクレアーゼと寄生的に共選択することが可能となっている。SINEの3’末端側はさまざまな長さの短く単純な反復配列からなる。2つ（もしくはそれ以上）のSINEがこの単純反復サイトで結合し2量体を形成することがある。頭部と尾部のみを持つ SINE は単純SINEと呼ばれ、体部も持つものおよび複数のSINEが結合したものは複合SINEと呼ばれる。

## 転写
SINEは、リボソームRNAおよびtRNAを転写するRNAポリメラーゼIIIにより転写される。tRNAや多くの核内低分子RNAと同様、SINEは内部プロモーターを持つ、すなわちキープロモーターが転写領域の内部にあり、したがって大部分のタンパク質をコーディングする遺伝子とは異なる形で転写される。SINEや他の内部プロモータを持つ遺伝子はRNAポリメラーゼIIIにより転写されるが、上流にプロモーターを持つ遺伝子とは異なる転写機構と転写因子を利用する。

## 遺伝子発現への影響
染色体構造の変化は、主に遺伝子と転写機構との接触機会を通じて遺伝子発現に影響する。染色体は、非常に複雑で階層的なシステムでゲノムを組織化している。ヒストンやメチル基、アセチル基、様々なタンパク質やRNAが、染色体上の様々な領域とポリメラーゼや転写因子その他の関連タンパク質との接触機会を様々に変化させる。さらに、さまざまなタンパク質や要素が仲介することで、染色体上の特定領域の構造と密度が、隣接する（もしくは離れている）領域の構造と密度に影響をおよぼす。SINEのようなノンコーディングRNAは、クロマチンの構造に関与することが知られており、したがって遺伝子発現を調節する上で大きな役割を持つことができる。同様に、ゲノムアーキテクチャの変更を通じて遺伝子発現の調節にも関与することがある。
実際に、Usmanova et al. 2008はSINEがクロマチンの再構成および構造において直接のシグナルとして働くことを示唆している。この論文では、マウスおよびヒト染色体におけるSINEのグローバル分布を調査すると、その分布が遺伝子およびCpG モチーフの分布と非常に類似していることが述べられている。SINEの分布は他のノンコーディング遺伝因子tioの分布よりも顕著に遺伝子の分布と類似しており、LINEの分布とも大きく異なる。このことは、SINEの分布がLINEにより媒介されるレトロトランスポジションによる単なる偶然ではなく、遺伝子調節に一定の役割を果たすことを示唆している。さらに、SINEは YY1ポリコームタンパク質に対応するモチーフを持つことが多い。YY1は、発達やシグナリングに関わる様々な遺伝子の転写抑制因子として働くジンクフィンガータンパク質である。YY1ポリコームタンパク質はヒストン脱アセチル化酵素およびヒストンアセチル基転移酵素の活性に影響すると考えられており、これによりクロマチン再構成が促され、しばしばヘテロクロマチン（遺伝子沈黙状態）の形成へとつながるとされる。したがって、クロマチン再構成を通じたポリコーム依存遺伝子群沈黙化において SINE が「シグナルブースター」として機能することが示唆される。弛緩しており転写機構が接触しやすいユークロマチンと緊密で転写機構が一般に接触できないヘテロクロマチンとの間の違いをもたらすのは様々な種類の相互作用の累積的な結果であるが、SINEはこの過程における一定の進化的役割を果したと考えられる。
クロマチン構造への影響の他にも、SINEが遺伝子発現に関与する機構はいくつも考えられている。たとえば、長いノンコーディングRNAが直接転写リプレッサーおよびアクチベーターと相互作用することによりその機能を減衰もしくは変更することがありえる。ほかにも、転写されたRNAが共調節因子として転写因子に直接結合する形や、転写因子に結合した共調節因子の働きを RNA が調節・変更するといった形の機構も考えられる。例えばEvf-2という長いノンコーディングRNAは複数の特定のホメオボックス転写因子の補助活性化因子として機能することが知られている。さらに、転写複合体の機能が、転写過程もしくはローディング過程において転写されたRNAがRNAポリメラーゼと結合もしくは相互作用することで干渉を受けることもありうる。加えて、SINEのようなノンコーディングRNAは遺伝子をコーディングするDNA2重鎖と直接結合もしくは相互作用することで転写を阻害することもありうる。
また、多くのノンコーディングRNAはタンパク質コード遺伝子の近くに分布し、その多くは逆方向である。この傾向はUsmanova et al.が指摘するとおりSINEで特に顕著である。これらの遺伝子群に隣接もしくは混在するノンコーディングRNAは、近傍の遺伝子の転写を促進もしくは抑制する可能性がある。上述した、YY1ポリコーム転写リプレッサーを活用するSINEはその例である。他にも、転写複合体により近傍遺伝子の転写が妨害・阻止されることにより近傍遺伝子の発現が削減・調節される機構もありうる。この機構が多能性細胞における遺伝子発現の調節に特に見られることを示唆する研究が存在する。
結論として、SINEなどのノンコーディングRNAは、様々な方法により遺伝子発現に様々な規模の影響を与えうる。SINEは真核生物ゲノム全体の遺伝子発現を繊細に調節しうる複雑な調節ネットワークに深く組み込まれていると考えられている。

## 伝播と調節
SINEによりコードされるRNAはタンパク質を一切コードしないが、逆転写によりゲノム上の別の領域に挿入される。長鎖散在反復配列 (LINE) は自身を逆転写およびゲノムへ再導入するタンパク質をコードするため、SINEはLINEと共進化したと考えられている。SINEは、LINEの2つのリーディングフレームにコードされているタンパク質と共選択されてきたと考えられている。Open reading frame 1 (ORF 1) は RNA に結合し、LINEタンパク質-RNA複合体構造を形成させ維持するシャペロンとして働くタンパク質をコードする。Open reading frame 2 (ORF 2) はエンドヌクレアーゼ活性と逆転写酵素活性をあわせもつタンパク質をコードする。このタンパク質により、LINE mRNAはDNAに逆転写され、このタンパク質のエンドヌクレアーゼ領域が認識する配列モチーフに基づいてゲノムに組み込まれることができる。
LINE-1 (L1) の転写およびレトロトランスポーズが最も頻繁に起こるのは、生殖系列および発生初期である。したがってSINEがゲノム上で最も移動しやすいのもこれらの期間である。発生初期を過ぎた体細胞では、転写因子によってSINEの転写はダウンレギュレートされる。ウイルスベクターを介した水平伝播により、SINEが個体間および種間を移動することもある。 
SINEとLINE の間には配列相同性があることが知られており、このためLINEが逆転写および再統合に用いている機構をSINEが利用することができる。加えて、一部のSINEはLINE がコードするのエンドヌクレアーゼではなく、ランダムな二本鎖DNA切断を伴う格段に複雑なゲノムへの再統合を行うシステムを用いると考えられている。そのシステムにおけるDNA切断は逆転写酵素をプライミングするために利用され、最終的な結果としてSINEを転写したものがゲノムへと統合される。しかし、どちらにしろSINEの再導入が他のDNA要素によってコードされる酵素に依存していることには変わりなく、非自律的レトロトランスポゾンに分類される。 
SINEがLINEのレトロトランスポゾン機構を利用するよう進化してきたとする理論は、異なる種の分類群におけるLINEとSINEの存在および分布を調査する研究によって支持されている。たとえば、齧歯類と霊長類のLINE および SINEは、挿入サイトモチーフにおいて非常に強い相同性を示す。このような証拠は、SINE転写産物の再統合がLINEによりコードされるタンパク質産物と共選択されたとする仮説の基礎となっている。この仮説は、LINEおよびSINEが解析されている20を超える齧歯類について、齧歯類だけでなく他の哺乳類でも高頻度で見つかるそれぞれLINEとSINEのファミリーであるL1とB1を詳細に分析することにより実証されている。この研究では、LINEおよびSINEの活動の文脈における系統を明確にしようと試みている。 
この研究では、L1 LINEが消失していることが初めて明らかになった候補分類群を取り上げ、前述の仮説から予想される通りB1 SINEが活動している証拠がないことを明かにした。また、活動しているL1 LINEを持たない属に最も近い属で、L1 LINEを持つ属においても、B1 SINEがサイレンシングされているという事実から、B1 SINEのサイレンシングがL1 SINEが消失する前に発生したという事実も示唆されている。活性のあるL1 LINEを持つがB1 SINEを持たない属はもう1つ発見されているが、逆に活性のあるB1 SINEを持つがL1 SINEを持たないという属は見付かっていない。この結果はLINEによってコードされるRNA結合タンパク質、エンドヌクレアーゼ、および逆転写酵素と共選択されてSINEが進化したという説から予測されるものであり、この説を強く支持している。 

## SINE転移の影響
あるコード領域の上流にSINEが挿入されると、遺伝子の調節領域にエキソンシャッフリングまたは変更が生じる場合がある。遺伝子のコード配列へSINEが挿入されると有害な影響をもたらす可能性があり、調節されない転位は遺伝子疾患を引き起こす可能性がある。SINEや他の活性核要素の転移と組換えは、種分化した系統間の遺伝的多様性に貢献する1つの主要因であると考えられている。 

## 共通SINE
SINEの起源は、真核生物のゲノムへの寄生であると考えられている。SINEは進化的時間スケールにわたって何度もの自己複製および変異を経ており、さまざまな系統を形成しているが、多くの真核生物の系統にSINEがあまねくみられることは、SINEが真核生物の進化的初期段階に起源をもつことに由来する。 
Alu要素は長さおよそ300ヌクレオチドのSINEで、ヒトゲノムに1000000コピー以上存在し、全ヒトゲノムの10パーセント超を占める、ヒトゲノム上で最も一般的なSINEである。このことは他の種でも珍しいことではない。Alu要素のコピー数の違いにより、霊長類の種の判別および系統分類を行うことができる。イヌの犬種の違いをもたらしているのは、SINEC_Cfというイヌに特有なSINEの反復の有無のみが違うアレルが主である。SINEC_Cfは転写されてスプライスアクセプターサイトとなる場合があり、ある配列がエクソンとなるかイントロンとなるかを左右し、各犬種の違いをもたらしている。 
哺乳類以外にも、SINEのコピー数が多い種は軟骨魚類（ゾウギンザメ）や一部の魚類（シーラカンス）など多数存在する。植物では、ごく近縁の種だけにみられるSINEが多く、進化の過程で頻繁に出現・減衰・消失しているが、Au-SINEやAngio-SINEなど、類縁関係のない多くの植物種に広くみられるSINEファミリーも例外的に存在する。

## 疾患
ヒトではSINEに関連する疾患が50以上みつかっている。SINEがエクソンの近くまたは内部に挿入されると、不適切なスプライシングを引き起こしたり、コード領域になったり、リーディングフレームを改変したりすることがあり、人間や他の動物において疾患表現型につながることがよくある。ヒトゲノムにおけるAlu要素の挿入は、乳がん、結腸がん、白血病、血友病、デント病、嚢胞性線維症、神経線維腫症などを引き起こすことが知られている。 

### マイクロRNA
細胞内においてSINEが遺伝子調節に果たす役割は、複数の研究によって支持されている。そのうちの1つとしてゼブラフィッシュ (Danio rerio) を用い、Anamnia V-SINEと呼ばれる、脊椎動物のゲノムにおける多くの遺伝子の3′末端の非翻訳領域にしばしば見られるファミリーのSINEとマイクロRNA (miRNA) との相関を調べた研究が挙げられる。この研究では、Danio rerioゲノムにおけるAnamnia V-SINEの分布と活動を調べる計算機解析に加え、これらの V-SINE の新しいマイクロ RNA 座位を生成する能力の解析が行われ、V-SINEを有することが予測された遺伝子は（ゲノム内の他の領域と比較して）非常に高いハイブリダイゼーション E-value でmiRNAにターゲットされていることが判明した。ハイブリダイゼーションE-valueが高い遺伝子は、特に代謝およびシグナル伝達経路に関与する遺伝子だった。遺伝子の推定V-SINE配列モチーフにハイブリダイゼーションを起こす強力な能力があると（哺乳類において）特定されたほぼすべてのmiRNAは、調節機構に関与することが明らかになっている。SINEとさまざまなmiRNAの間の相関を確立するこれらの結果は、V-SINEが代謝・増殖・分化に関連するさまざまなシグナルと刺激に対する応答を減衰させる上で重要な役割を果たすことを強く示唆している。SINEがmiRNA 座位を生成することの役割とその機構についてはまだよく分かっておらず、遺伝子発現の調節ネットワークにおけるSINEレトロトランスポゾンの役割があることおよびその範囲を結論づけるまでには多くの研究を待たねばならないが、SINEが「RNA遺伝子」の生成において重要な進化的役割を果たしていると一般的に理解されている。 
このようなSINEがmiRNA座位生成の進化的源泉であることを示唆する証拠があることから、miRNAがRNA分解、ひいては遺伝子発現を調節する機構と共にSINEとmiRNAの潜在的関係性についてさらに議論することが重要となる。miRNAは、長さ通常22ヌクレオチドのノンコーディングRNA で、通常はより長い核DNA配列によってコードされており、RNAポリメラーゼII によって転写される。しかし、上流にSINEを有するいくつかのmiRNAはRNAポリメラーゼIIIによって転写されることを示唆する研究がいくつか存在する。このことから、SINEが遺伝子調節ネットワークと相互作用したり、仲介したりする機構にはmiRNAを介したものもありうる。 
miRNAをコードする領域は、隣接するタンパク質コード遺伝子に対してアンチセンスであることが多い独立したRNA遺伝子であることも、タンパク質コード遺伝子のイントロン内にあることもある。miRNAとタンパク質コーディング遺伝子とが互いに近接して存在することによりmiRNAが遺伝子発現を調節する機構の基盤が提供される。Scarpato et al.は、SINEを有することが配列分析により予測された遺伝子が、他の遺伝子よりも大幅に大きいmiRNAによってターゲットされ、ハイブリダイゼーションを受けたことを明らかにした。これは、寄生的なSINEが共選択され、複雑な遺伝子調節ネットワークで役割を果たすよう進化したRNA遺伝子を形成するまでにどのような進化的経路をたどったかを明らかにする。 
miRNAは、相補的な塩基対形成によりヘアピンループ構造を形成できる、一般におよそ80ヌクレオチドのより長いRNA鎖の一部として転写される。これらの構造は、核内においてDroshaタンパク質に結合したDiGeorge Syndrome Critical Region 8 (DGCR8) 核タンパク質により認識され、プロセシングされる。この複合体は、細胞質に輸送されるpre-miRNAからヘアピン構造の一部を切断する役割を果たす。このpre-miRNAは、DICERタンパク質によってプロセシングされ、2本鎖22ヌクレオチドの形になる。その後、2本鎖のうち片方がRNA誘導サイレンシング複合体 (RISC) と呼ばれる多タンパク質複合体に組み込まれる。この複合体はターゲットmRNAと相互作用し、翻訳を抑制する能力を持つが、その能力に不可欠なアルゴノートファミリーのタンパク質も複合体にの構成タンパク質に含まれる。 
mRNAの翻訳や分解など、miRNAによる遺伝子発現調節のさまざまな経路を理解することは、遺伝子調節およびmiRNA座位の生成におけるSINEの潜在的な進化的役割を理解するための鍵となる。この知見はSINEと特定の疾患との関係の理解への端緒として、長いノンコーディングRNAとしてのSINEについて説明した遺伝子調節ネットワークにおけるSINEの直接的な役割と共に重要である。複数の研究により、 SINE活性の増加は特定の遺伝子の発現プロファイルおよび転写後調節と相関していることが示唆されている。実際、Peterson et al. 2013により、複数の形態の癌、ここでは乳癌に関与する腫瘍抑制因子であるBRCA1の転写後ダウンレギュレーションと、高いSINE RNA発現とが相関することが実証されている。加えて、複数の研究によりSINEの転写可動化と特定の癌および低酸素などの条件との間に強い相関関係が確立されており、SINE の活動によって引き起こされるゲノムの不安定性と、より直接的な下流の影響が原因である可能性がある。SINE は他の無数の病気にも関係している。本質的に、SINE は無数の調節、代謝、シグナル伝達経路に深く統合されており、したがって不可避的に疾患の発生において役割を果たす。SINE についてはいまだ多くが知られていないが、SINE が真核生物において重要な役割を果たすことは明らかである。

## SINEと偽遺伝子
SINEの活動の中には偽遺伝子であることが明らかなもの、すなわち正負にかかわらず重要な役割を果たすとは考えられない遺伝的痕跡もある。ただし、SINEとRNA偽遺伝子を同一視してはならない。一般的に、偽遺伝子の生成はタンパク質をコードする遺伝子のプロセシングされたmRNAが逆転写され、ゲノムに組み込まれた際に起こる（RNA偽遺伝子は逆転写されたRNA遺伝子である）。プロセシングされたRNAに由来する偽遺伝子は、イントロンや、転写やプロセシングを可能にするさまざまな調節要素などの進化的文脈とは切り離されて生成されるため一般的には機能しない。しかし機能しない偽遺伝子であっても、プロモーターやCpGアイランドをはじめ転写を可能にする機能を保持している場合があり、それらは依然として転写され、SINEその他のノンコーディング要素と同様に遺伝子発現の調節における役割を果たしている可能性がある。したがって、偽遺伝子は転写された機能的RNAから由来するという点で、RNA遺伝子の転写機構と共選択されてきたレトロトランスポゾンDNA要素であるSINEとは異なる。ただし、SINEなどレトロトランスポーズ可能な要素は、ゲノムの別の領域に自分自身だけでなく、ランダムな遺伝子をもコピーできることを示唆する研究が複数ある。したがって、SINEが遺伝子調節に影響を与え、貢献している可能性のあるもう1つの経路として、調節ネットワークに関与していることが知られている偽遺伝子の生成にSINEが重要な役割を果たしている可能性がある。 